# Fairytale of New York

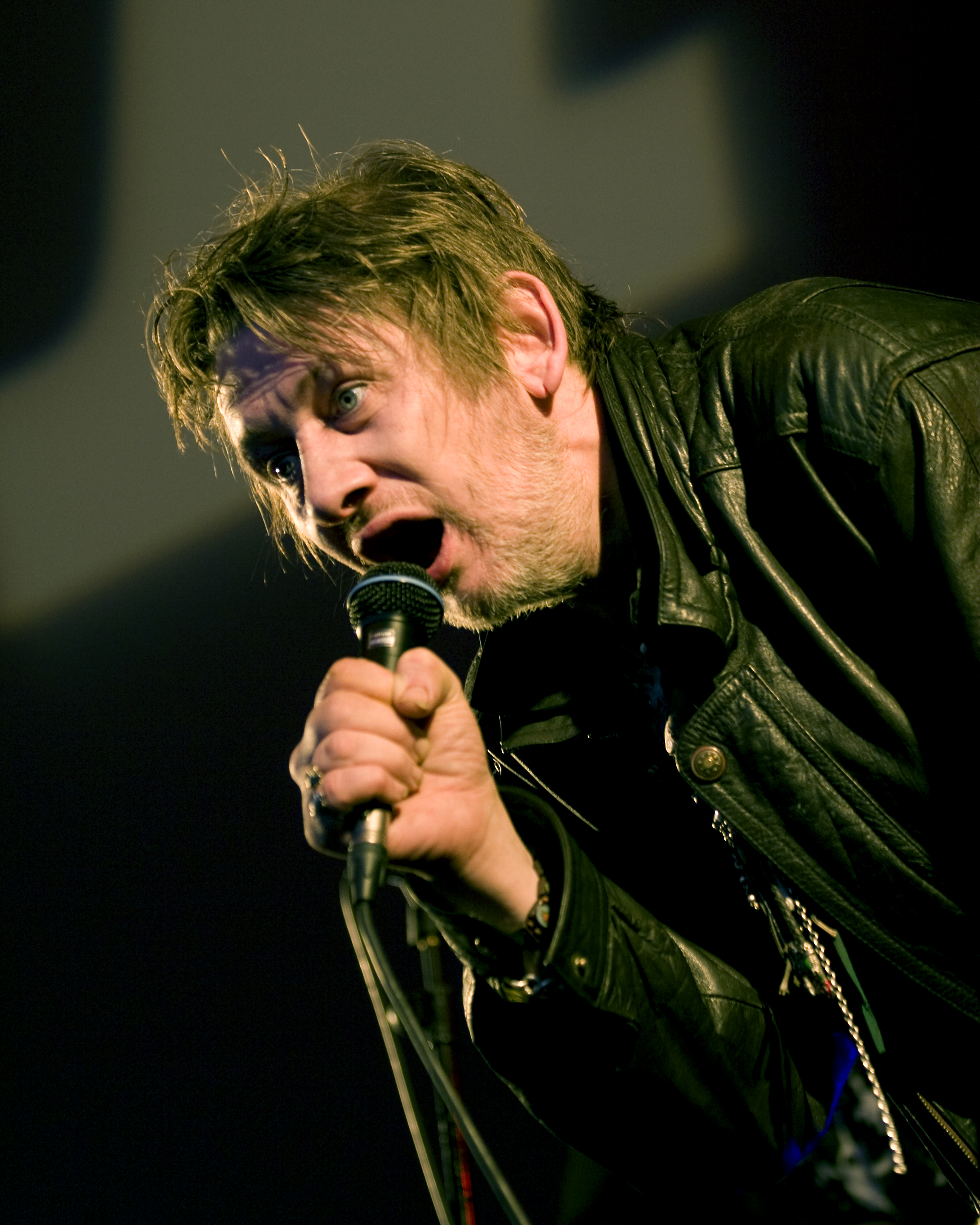
Shane MacGowan

Fairytale of New York (česky Newyorská pohádka) je píseň skupiny The Pogues, vydaná na jejím albu If I Should Fall from Grace with God. Nazpívali ji jako duet Shane MacGowan a Kirsty McCollová. V hlasování diváků stanice VH1 byla označena ze nejlepší vánoční píseň všech dob .
Baladu složili Shane MacGowan a Jem Fines už v roce 1985 kdy pracovali na albu Rum Sodomy & the Lash pod vedením procenta a hudebníka Elvise Costela (název je inspirován stejnojmennou knihou irského spisovatele J. P. Donleavyho). Nemohli se ale shodnout jestli má být o irském přistěhovalci v USA či o tom, že vánoce jsou pro spoustu lidí depresivní. Teprve po dvou letech kdy v podstatě došlo k průsečíků obou témat, byla skladba nahrána v srpnu 1987. Vydána byla 23. listopadu 1987 a získala první místo v irské a druhé místo v britské hitparádě. V roce 1988 se pak stala součásti alba If I Should Fall from Grace with God
Hrdinou textu je irský přistěhovalec, který se v New Yorku ocitne v době vánočních svátků na záchytce a vzpomíná na minulé vánoce, kdy se seznámil s dívkou, která ho později opustila.
Sloka popisující partnerské hádky obsahuje četné vulgarismy, které byly v rozhlasovém vysílání zpravidla vystříhány .
Ve videoklipu představuje policistu zatýkajícího vypravěče tehdy ještě neznámý Mat Dillon.
Coververze této skladby nahráli např. Sinéad O'Connorová, Coldplay nebo Billy Bragg.
Fairytale of New York byla ústřední písní filmu P. S. Miluji tě.